# سید ابوالاعلی مودودی
سیّد ابوالأعلی مودودی (اردو: ابوالاعلی مودودی) (زاده ۲۵ سپتامبر ۱۹۰۳ – درگذشته ۲۲ سپتامبر ۱۹۷۹) روزنامه‌نگار، مسلمان طرفدار احیای مذهبی، فیلسوف سیاسی، و متفکر اسلام‌گرای سده ۲۰ (میلادی) در هندوستان و پاکستان بود. او همچنین یک شخصیت سیاسی در پاکستان و مؤسس جماعت اسلامی پاکستان بود. این حزب به لزوم احیای اسلام واقعی اعتقاد داشت. نظریه‌پردازی‌های وی موجب به وجود آمدن جریان‌های رادیکال در میان جنبش‌های اسلامی معاصر شد.

## زندگی
در سال ۱۹۰۳ در شهر اورنگ‌آباد از ایالت حیدرآباد هند به دنیا آمد و نوجوانی‌اش را به عنوان یک روزنامه‌نگار گذراند. در سال ۱۹۲۷ نخستین اثر مهم خود را با عنوان «جهاد در اسلام» در شماره‌های متوالی یک روزنامه می‌نوشت. چند سال بعد، او ماهنامه‌ای تحت به نام «ترجمان القرآن» که به ترجمه و تفسیر قرآن اختصاص داشت منتشر کرد و تا پایان زندگی خود در سال ۱۹۷۹ به انتشار آن ادامه داد. وی به دعوت اقبال لاهوری از حیدرآباد به لاهور مهاجرت کرده بود.
مودودی نجات بشر را در گرو عمل به احکام اسلام و قرآن می‌داند و هدف زندگیش را تحقق این موضوع می‌داند. وی می‌گوید: 
من پس از تأمل فراوان بر آیین اسلام ایمان آوردم. تن و روان من گواهی می‌دهد که برای بهبودی زندگی و رستگاری بشریت، هیچ راهی بجز این نیست که انسان اسلام را برگزیند. 
من نه تنها غیر مسلمان بلکه مسلمان را نیز به اسلام دعوت می‌کنم. هدف من از این دعوت تنها حفظ این جامعه به ظاهر اسلامی که از مسیر واقعی اسلام بسیار فاصله گرفته نیست، بلکه این است که بگویم: ای انسانها بیایید به این ظلم و ستمی که تمام دنیا را فرا گرفته‌است، خاتمه دهیم. خدایی و حاکمیت انسانها را بر انسانها پایان داده و بر اساس طرح قرآن، جهان تازه ای که برای انسان عزت، شرف، کرامت، استقلال، برابری، عدالت، و آزادی به ارمغان می‌آورد، به وجود بیاوریم. ”
روش برخورد با مخالفان
مودودی در اعلامیه ای که می‌توان گفت نتیجه تجربیات زندگی وی است، می‌گوید: «تقریباً دو سوم عمرم را در مطالعه، تحقیق، تفکر و تأمل گذرانده‌ام. با خواندن، تأمل کردن و تجربه نمودن در این مدت، دیدگاه ویژه ای به دست آوردم. آرا و افکاری که از اسلوب فکری ویژه خود برایم شکل گرفته، حاصل سالها مطالعه است که بعضی چیزها را حق و صواب تشخیص داده‌ام و با اطمینان روحی به آنان ایمان دارم، و بعضی چیزها را که باطل تشخیص دادم و با تشخیصی فقیهانه به اصلاح آنها پرداختم. این شیوه را تنها در شخص خود محدود نکردم بلکه هزاران انسان را به آنچه که آن را حق می‌دانسته‌ام هدایت کردم و پیوند هزاران انسان را از آنچه که باطل می‌دانستم قطع کردم. اکنون اگر کسی گمان می‌کند، می‌تواند تفکر و عقیده مرا با زور و زندان تغییر دهد، باید بداند که جای مناسب برای او مسند قدرت و ایوان‌های حکومتی نیست، بلکه مناسب تر ین جا مرکز روانپزشکی است. اگر او امیدوار است که من در اثر فشار و شکنجه، وجدان و ضمیرم را در دست او به گرو گذاشته و در آینده افکارم را متناسب با شرایط سیاسی و جوّ حاکم ارائه بدهم، صریح اعلام می‌کنم که دچار اشتباه است. قلب و ذهن من برای پذیرش واقعیت‌ها همواره باز است، می‌توان عقل و رای مرا با دلایل علمی و عقلی تغییر داد اما ایمان و وجدان من متاع قابل خرید و فروش نیست. تا کنون هیچ‌کسی به این هدف نرسیده‌است و در آینده نیز اگر کسی چنین تلاشی بکند، به آن نخواهد رسید.»
صبر و استقامت در راه خدا
مودودی در مورد واکنش اعضای زندانی شده جماعت اسلامی در برابر زندانیان می‌گوید:
«آری صدها تن از مردم به خاطر هوس‌های نفسانی و شیطانی و به جرم قتل، سرقت و غیره سال هایی را در زندان سپری می‌کنند. آنان نه در دنیا آرامش دارند و نه در آخرت. اما، ما که کارمان نه برای خود بلکه برای دین خداست و از او انتظار پاداش دائم داریم، آیا زیبنده است که در برابر دشمنان خود به واکنش‌های انتقام جویا نه دست بزنیم و خونسردی خود را از دست بدهیم و مضطرب باشیم؟ من برا این باورم که بندگان حق اگر دچار مصائب شدیدی هم بشوند، باز هم نباید خم به ابرو بیاورند.»
شیوه برخورد با توهین مخالفان
مودودی درباره اهمیت نقد می‌گوید:
«من در تمام طول زندگی از سوی مخالفان ناسزا شنیده‌ام ولی الحمد لله هرگز ناسزا نگفته‌ام. من اصولاً خط مشی هر کس را که صحیح تشخیص داده‌ام تأیید کرده‌ام و هر خط فکری را که مخالف آن بودم با صراحت مورد نقد قرار دادم. نه تملق عادت من بوده‌است و نه ناسزا گویی. بلکه احترام همه کسانی را که در مسایل قومی یا دینی با آنان اختلاف نظر داشته‌ام، رعایت کرده‌ام من معتقد به انتقاد سازنده هستم و به نظر من غیر از خدا و رسول خدا هیچ‌کس برتر و بالاتر از نقد نیست.»
حاصل مطالعه
علاوه بر مطالبی که تا کنون ذکر شد، مودودی حاصل مطالعه و زندگی خود را چنین بیان می‌کند:
«من از مطالعاتم به این نتیجه رسیده‌ام که در تاریخ قدرت‌های مادی که تلاش می‌کردند در درون قلعه‌ها پناه بگیرند، هرگز دوام پیدا نکردند؛ زیرا پرهیز از مبارزه و پناه بردن به قلعه، نشانه بزدلی و ناجوانمردی است. خداوند زمین را برای آن خلق نکرده‌است که بزدلان و ناجوانمردان روی آن فرمانروایی کنند.
من به این نتیجه رسیده‌ام، کسانی که زندگیشان بر محور مکر و دروغ استوار است و رو شدن حقایق را برای خود زنگ خطر می‌دانند، همچنین کسانی که برای حفاظت حاکمیت خود متوسل به قوه قهریه می‌شوند، دیگ چو بینشان تا دیر زمان بر آتشدان نخواهد ماند. توسل به قوه قهریه و خشونت منافی با موازین عقل و منافی با قوانین فطرت است. تجربیات بسیار طولانی و هزار ساله تاریخ نشان می‌دهد که کسانی که در پناه خشونت و قوه قهریه زیسته‌اند، هر چند که برای چند صبا حی توانستند خوی و خصلت بهیمی خود را به نمایش بگذارند، ولی چراغ زندگی آنان دوام نداشته و به زودی به خاموشی گراییده‌است.»
این گفته مودودی در گذشته مصداق پیدا کرده و در حال و آینده نیز تاریخ گواهی می‌دهد که این برداشت یکی از واقعیت‌های لایزال قدرت الهی و از قضاوت‌های غیرقابل انکار فطرت است.

## فعالیت‌ها

### پیش از او
سید جمال‌الدین اسدابادی از نخستین شخصیت‌های جهان اسلام بود که برای پایه‌گذاری اسلام سیاسی و بنیادگرایی و نقش آفرینی اجتماعی آن تلاش کرد. این افراد با آنکه می‌خواستند از آموزه‌های دینی به منظور تشویق برای برای مقابله با استعمار خارجی بهره بگیرند، اما بهره‌جویی از تجارب علمی و سیاسی که تمدن غربی را به عظمت و توانایی خارق‌العاده رسانده بود نفی نمی‌کردند. تا دهه‌های چهل و پنجاه سده بیستم میلادی، معمولاً اندیشمندان مسلمان می‌کوشیدند اسلام را سازگار با تمدن مدرن نشان دهند و از تقابل تمدن غربی با اسلام جلوگیری کنند. با شکست این بینش، «اسلام ایدئولوژیک و سیاسی» به آسانی راه خود را در میان جوامع اسلامی باز کرد. این بینش، پروژه‌ای تمدن‌ساز نبود و تلاش می‌کرد از آموزه‌های اسلامی، برنامه سیاسی سازمان‌یافته‌ای بیرون بیاورد و «دولت اسلامی» را پایه‌گذاری کند. در حقیقت اسلام سیاسی ریشه در تفکرات افرادی از قبیل مودودی دارد.

### ادامه راه گذشتگان
ابوالاعلی مودودی نخستین کسی بود که مصرانه تلاش کرد رویکرد سیاسی محض به اسلام داشته باشد. او مؤسس جماعت اسلامی پاکستان است. حزبی که در پی احیای اسلام در شبه قارهٔ هند و سپس در پاکستان بوده‌است. او جماعت اسلامی پاکستان را در سال ۱۹۴۱ پایه‌گذاری کرد. تشکیلات او با الگوبرداری از احزاب کمونیست اروپا سازمان یافته بود. با آن‌که «جماعت اسلامی پاکستان» مانند «اخوان‌المسلمین» توفیق سیاسی و اجتماعی چندانی به دست نیاورد، اما تأثیر بینش بنیان‌گذار آن سازمان بر اندیشه مدرن اسلامی، بسیار عمیق بود.
جماعت اسلامی مخالف تشکیل کشور پاکستان بود. استدلال مودودی به شکلی واضح و علنی این بود که اسلام را نمی‌توان و نباید به یک دولت- ملت محدود دانست. اما پس از تقسیم هند مودودی به پاکستان رفت و برای تشکیل حقوق شرعی یا حقوق اسلامی به تلاشی خستگی‌ناپذیر دست زد.
خواسته اصلی حزب جماعت اسلامی، تشکیل حکومت اسلامی و اجرای احکام اسلام در کشور پاکستان بود.

## اندیشه
مودودی، متعلق به جریانی است که بنیادگرا خوانده می‌شود. این جریان در واکنش به مدرنیته شکل گرفته و معتقد به بازگشت به سنت‌های اصیل اسلامی بدون هرگونه وسوسه برای انطباق آن با آموزه‌های بشری است. یکی از بارزترین مشخصه‌های مودودی، رویکرد انکاری وی نسبت به پدیده‌های غربی بوده‌است. مودودی با صراحت اعلام کرد که اسلام، دموکراسی و لیبرالیسم نیست. اسلام مشروطه‌خواه و لیبرالیسم نیست. اسلام تنها اسلام است و مسلمانان باید تصمیم بگیرند یا مسلمانی ناب باشند و به خدا شرک نورزند یا از رویارو شدن با جهان بر سر اسلام و مقتضای ایمان خویش اجتناب ورزند. مودودی تأکید دارد که اسلام واجد قوانین متعدد و گوناگونی برای نظام اجتماعی و مدنی است. او با تأثیرپذیری از ایدئولوژی‌های مدرن غربی، تلاش کرد اسلام را ایدئولوژی‌ای فراگیر و متمایز و برتر از نظام‌های سرمایه‌داری و کمونیسم معرفی کند.
مودودی با وجود تلاش برای نشان‌دادن تقابل میان مفاهیمی اسلامی با مفاهیم غربی، ایده‌هایی مانند ایدئولوژی اسلامی، حکومت اسلامی و انقلاب اسلامی را از مفاهیم تمدن غربی اقتباس کرد. برای نمونه، منظور او از حکومت اسلامی، یک دولت غربی مدرن با همه ساختارهای سیاسی آن مانند مجلس، قوه قضائیه مستقل، قانون اساسی و… است.

او در رساله «بنیان‌های قانون اسلامی» می‌گوید که «دولت اسلامی» باید بر تمام جنبه‌های زندگی عمومی و خصوصی شهروندان نظارت داشته باشد و از این جهت «با بلشوییسم و فاشیسم شباهت‌های نزدیک دارد».

## اصطلاحات چهارگانه در قرآن
مودودی در کتاب جنجال‌برانگیز «اصطلاحات چهارگانه در قرآن» در سال ۱۹۴۱ میلادی ادعاهایی کرد که تا پیش از او وجود نداشتند. او مدعی شد که پس از عصر نزول قرآن، «مفاهیم اساسی قرآن» که از نظر او، عبارت‌اند از «اله» و «رب» و «دین» و «عبادت»، در درازای سده‌های متوالی از نظرها مخفی ماند و مسلمانان نسبت به آن‌ها دچار سوء تفافهم شدند و به کنه معانی آن‌ها پی نبردند. آن‌ها «اله» را به معنای بت و «رب» را به معنای پروردگار و «عبادت» را هم‌معنی خداپرستی و قربانی کردن و سجده و نماز و «دین» را مذهب پنداشته‌اند؛ یعنی تمام تاریخ اسلام، پر از جهل و ضلالت و انحطاط بوده‌است. او همچنین ادعا کرد که مفاهیم اساسی قرآن، حاکمیت و سلطه «اله» و «رب» است و دین و عبادت راه‌هایی برای رسیدن به این دو هستند.

## اختلاف با سید ابوالحسن ندوی
این ادعاهای او صدای اعتراض ابوالحسن ندوی، دوست و هم‌سنگر سابق مودودی، را نیز درآوردند. ندوی در کتاب «تفسیر سیاسی اسلام در نوشته‌های مودودی و سید قطب» نوشت که مودودی و پیرو آن سید قطب، حتی رابطه انسان با خدا را رابطه‌ای سیاسی عنوان کرده و رابطه حاکم و محکوم نشان داده‌اند. در حالیکه تعلق و رابطه خالق با مخلوق، رابطه‌ای مستحکم‌تر و عمیق‌تر است. سیاسی شدن رابطه خدا و بنده، باعث ایجاد رابطه‌ای بی‌روح و خشک بین مؤمن و خداوند و بدون معنویت و اخلاص درونی می‌شود.
به گفته ابوالحسن ندوی، مودودی حتی «الهیات اسلامی» را نیز تحریف و سیاسی کرده‌است؛ زیرا شرک در حاکمیت، با شرک در الوهیت و عبادت، برابر یا حتی بدتر از آن است؛ زیرا نخستین و مهم‌ترین هدف پیامبران در طول تاریخ، تصحیح عقاید مردم در رابطه به خدا و بندگی وی بوده‌است.
مودودی در این کتاب تصریح می‌کند که هیچ‌کدام از عبادات اسلامی مانند نماز، روزه، زکات و حج اموری مطلوب لذاته نیستند و تنها ابزاری برای تشکیل حکومت اسلامی هستند. ندوی در نقد این ادعا می‌گوید که معنی چنین بینشی این است که مسلمانان برای روح و جوهره پرستش و اخلاص، کمال نفس، و خشوع درونی خود ارزشی قائل نشوند و به قدرت و ثروت و مقاصد دنیوی روی بیاورند.
به گفته ندوی، پیامد این ادعا که هدف بعثت پیامبران، ایجاد انقلاب سیاسی بوده که از درون آن، تمدنی با اقتصاد و اجتماع سالم برآید و اینکه که خشنودی خدا و رستگاری در آخرت در گرو ایجاد نظامی اسلامی است، این خواهد بود که مؤمنان به جای توجه به آخرت و طلب رضای پروردگار، همه تلاش خود را را برای به دست آوردن «قدرت سیاسی» به خرج می‌دهند و مسیر ماده‌پرستی را می‌پیمایند.
ابوالاعلی مودودی با توجه به تحولی که در فهم مفاهیم اساسی قرآن پدیدمی‌آورد، تشکیل حکومت اسلامی را اصلی‌ترین هدف دین می‌پندارد. او معتقد است که تمام انبیا سعی کردند انقلابی سیاسی برپا کنند؛ لذا تمام عبادات فردی را مقدمه و وسیله‌ای برای انقلابی سیاسی و برپایی حکومت دینی می‌داند.
«سید ابوالحسن ندوی» و «ابوالاعلی مودودی» نماینده دو جریان فکری بزرگ در شبه قاره هند یعنی «دیوبندیه» و «جماعت اسلامی» هستند که با یکدیگر اختلافاتی دارند.
اختلاف ابوالحسن ندوی با ابوالاعلی مودودی در دو مسئله است: ۱ – امکان، امتناع یا اقتضائات فهم درست دین در امت اسلام. ۲- جایگاه حکومت و مسائلی سیاسی در منظومه فکری دین اسلام.
سید ابوالحسن ندوی کتاب «تفسیری سیاسی از اسلام» را در نقد کتاب «اصطلاحات چهارگانه در قرآن» مودودی نوشته است. مودودی در این کتاب چهار اصطلاح قرآنی «اله»، «رب»، «دین» و «عبادت» را مورد بحث قرار داده و مدعی است که در زمان نزول قرآن، مردم عرب معنا و مفهوم کامل و صحیح این عبارات را می‌فهمیدند. اما به تدریج فهم مسلمانان از معنای این کلمات تغییر کرده است.
لذا به این دلیل که این چهار کلمه «روح اسلام» بودند، فهم کنونی ما از اسلام دچار تحریف شده و طرز فکر مرکزی این کتاب آسمانی بر ما پوشیده است.
مودودی اصل و جوهر الوهیت را سلطه می‌داند. او تعاریف مشابهی از ربوبیت، عبادت و دین ارایه می‌دهد که مبتنی بر روابط سلطه‌آمیز میان خداوند و بندگانش است.
در مقابل ندوی تحول در فهم معانی دینی را یکسره مردود می‌داند:
«معانی و مفاهیم این کلمات و واژه‌های دینی معین است. زیرا رسول اکرم «ص» با زبان خویش آنها را تفسیر و با عمل خود حدودشان را تعیین نموده است؛ بنابراین این معانی و مفاهیم در میان امت اسلامی به طور لفظی و عملی به تواتر منقول و ثابت هستند و امت اسلامی با آنها آشنایی داشته و آنها را پذیرفته است.»
بنابراین به نظر ندوی «خداوند متعال هرگز این امت را به گمراهی عمومی و همگانی مبتلا نمی‌کند و همواره از جهل فراگیری که همزمان بر تمام افراد امت سایه‌گستر باشد محفوظ می‌دارد.»
از پیامدهای این اعتقاد ندوی نفی لزوم هرگونه تغییر معرفتی ریشه‌ای و انقلابی از یک طرف و نیز دوری از رویکردهای اندیشه‌ای در فعالیت دینی از سوی دیگر است. ندوی معتقد است که نه تنها ما تاکنون هیچ‌گاه از تعالیم ناب دینی به کلی جدا نیافتاده‌ایم، که اساساً غیرممکن است چنین اتفاقی روی دهد؛ لذا هیچ‌گاه نیازی به انقلابی معرفتی پیدا نخواهیم کرد. در واقع ندوی در حوزه فهم دین برخلاف جریانات سلفی، فاصله عمیق و گسست بنیادین میان «آنچه هست» و «آنچه باید باشد» نمی‌بیند.
دیدگاه ندوی در باب قطعیت استمرار فهم صحیح دین در میان امت اسلامی، او را از رویکردهای سلفی دور و به رویکردهای سنتی اهل‌سنت نزدیک‌تر می‌کند. چرا که بنای سلفیت بر این گزاره بنا شده که ما از سیره و روش سلف صالح دور شده و باید به آن دوره «بازگشت» داشته باشیم. در حالی که ابوالحسن ندوی اساساً گسست و شکاف میان فهم سلف صالح و مسلمانان ادوار بعدی از دین را رد کرده و به یک استمرار بی کم‌وکاست در این زمینه قائل است.
این اعتقاد ندوی همچنین او را از پرداختن به مسائل معرفتی دینی بی‌نیاز می‌کند. چرا که او احساس خطری در این زمینه نمی‌کند. البته مباحث اندیشه‌ای در آثار ندوی به چشم می‌خورد؛ اما مسئله اصلی ندوی «اندیشه» نیست. از نظر او مسئله اصلی «دل» است. دل که درست شود همه چیز درست می‌شود.
از دیگر انتقادات ابوالحسن ندوی به مودودی این است که مودودی رابطه خداوند و انسان را به رابطه حاکم و محکوم تقلیل داده است، حال آن که این رابطه فقط جزئی کوچک از رابطه خداوند و انسان است. ندوی با تکیه بر مبانی صوفیانه خود، ارتباط خداوند و بندگانش را یک ارتباط معنوی و مبتنی بر «محبت» می‌داند که قابل تقلیل به ارتباط حاکم و محکوم نیست.
ابوالاعلی مودودی و به تبع او «سید قطب» مفهوم نوینی از توحید را در فضای فکری اهل‌سنت مطرح کردند که می‌توان آن را «توحید در اطاعت» نامید. بعضی از این دیدگاه به «توحید قصور» تعبیر کردند که در برابر «توحید قبور» وهابیت مطرح است.
هم مودودی و هم سید قطب، سلفی و متأثر از ابن تیمیه هستند ولی تحول مفهومی که آنها در نقطه مرکزی گفتمان ابن‌تیمیه یعنی «توحید» به وجود می‌آورند، سبب می‌شود تا فضایی کاملاً متفاوت از آنچه سلفی‌های وهابی پیموده‌اند را بپیمایند. در این فضای گفتمانی، مصادیق شرک از تبرک و توسل و زیارت، به قصرهای پادشاهان نالایق و قوانین ساخته دست بشر تبدیل می‌شود. این تفسیر از توحید، «اطاعت» را نقطه مرکزی خود قرار می‌دهد و مسایل اجتماعی و سیاسی را دارای اهمیتی بیش از مسایل فردی دین می‌داند.
بنابراین دغدغه اصلی مودودی و سید قطب نه مبارزه تمام عیار با مناسکی که بعضاً مشرکانه پنداشته می‌شود، که مقابله‌ای بی‌امان است با حکّامی که در عرض حاکمیت خداوند به حکمرانی و قانون‌گذاری می‌پردازند.
ندوی اما شرک اصلی را شرک در «دایره مابعدالطبیعه» دانسته و اموری مانند قبرپرستی، قربانی دادن برای غیرخدا و حاجت خواستن از غیرخدا و … را به عنوان مظاهر اصلی شرک معرفی می‌کند؛ و اطاعت غیر الله و پذیرش حکومت غیر الله را از نظر درجه اهمیت، در درجه بعد از شرک در دایره مابعدالطبیعه می‌داند. 
ابوالاعلی مودودی با توجه به تحولی که در فهم مفاهیم اساسی قرآن پدیدمی‌آورد، تشکیل حکومت اسلامی را اصلی‌ترین هدف دین می‌پندارد. او معتقد است که تمام انبیا سعی کردند انقلابی سیاسی برپا کنند؛ لذا تمام عبادات فردی را مقدمه و وسیله‌ای برای انقلابی سیاسی و برپایی حکومت دینی می‌داند.اما سید ابوالحسن ندوی نظری کاملاً خلاف دیدگاه مودودی دارد:
«قرآن کریم خلاف این پندار (هدف بودن حکومت و وسیله بودن عبادات)، جهاد و حکومت را وسیله می‌داند و برپا داشتن نماز را مقصد و هدف قرار می‌دهد.»
تصوف نقطه دیگر اختلاف ندوی و مودودی است. در حالی که مودودی تصوف را «افیون» می‌پندارد، ندوی معتقد است که تصوف نه تنها افیون نیست، که اتفاقاً در راس تمام جنبش‌های اصلاحی مردانی از صوفیان بوده‌اند.

## پیروان
سید قطب بیشترین تأثیر را از مودودی گرفت.
سید ولی نصر (فرزند سید حسین نصر) در کتاب «پیش‌قراولان انقلاب اسلامی؛ جماعت اسلامی پاکستان» مدعی شده که سید روح‌الله خمینی، کتاب «حکومت اسلامی» (ولایت فقیه) را با تأثیرگیری از مودودی نوشته‌است.
گلبدین حکمتیار، سیاست‌مدار و جنگ‌سالار افغان به غیر از پیروی از اندیشه‌های مودودی، حتی تشکیلات سازمانی و روش‌های کاری خود را کاملاً از جماعت اسلامی پاکستان برگرفته‌است.

## دستگیری
در سال ۱۹۵۳ که رساله قدیانی ستیز او منجر به بروز اعمالی غیرقانونی در سراسر پاکستان شده بود دستگیر شد. دادگاه حکومت نظامی، حکم اعدام او را صادر کرد. در زندان بارها از او خواسته شد تا درخواست بخشودگی کند و خواستار تخفیف مجازات اعدامش شود اما مودودی از این کار سر باز زد. با همین اقدام بود که جایگاه او به عنوان یک چهره اسلامی در سده بیستم تثبیت شد. با این وجود مجازات او بعدتر تخفیف یافت و از زندان آزاد شد.

## مرگ
او در آوریل ۱۹۷۹ به علت مشکلات قلب و کلیوی برای درمان به شهر بافلو در ایالت نیویورک، ایالات متحده آمریکا رفت و پس از چند عمل جراحی در ۲۲ سپتامبر ۱۹۷۹ درگذشت. مراسم تشییع جنازه او در شهر بافلو برگزار شد ولی در محل نامعلومی در منطقه ایچرا در شهر لاهور به خاک سپرده شد.